# 小行星10804
小行星10804（10804 Amenouzume）是一颗绕太阳运转的小行星，为主小行星带小行星。该小行星于1992年11月23日发现。
小行星10804以日本神話的女神天鈿女命命名。

## 轨道参数
小行星10804的轨道半长轴为2.7611684 UA，离心率为0.221。